# 1040. grenadirski polk (Wehrmacht)
1040. grenadirski polk (izvirno nemško 1040. Grenadier-Regiment; kratica 1040. GR) je bil pehotni polk Heera v času druge svetovne vojne.

## Zgodovina
Polk je bil ustanovljen 26. junija 1944 kot del 226. pehotne divizije.